# Монтеш-да-Сеньора
Монтеш-да-Сеньора (порт. Montes da Senhora; МФА: [ˈmõ.tɨʒ dɐ sɐ.ˈɲo.ɾɐ]) — парафія в Португалії, у муніципалітеті Пруенса-а-Нова. Розташована в східній частині країни, на теренах історичної португальської провінції Бейра. Входить до складу округу Каштелу-Бранку. За адміністративним поділом, чинним до 1976 року, терени парафії були складовою провінції Нижня Бейра. Належить до Порталегрівсько-Каштелу-Бранківської діоцезії Католицької церкви. Патрон — Діва Марія. Площа — 36,7304 км². Населення — 748 ос. (2011). Слабо урбанізований регіон. Густота населення — 20,36 осіб/км²
. Код — 050802.

## Населення
| 1930  | 1940  | 1950  | 1960  | 1970  | 1981  | 1991  | 2001 | 2011 |
| 2 062 | 2 501 | 2 520 | 2 268 | 1 608 | 1 308 | 1 118 | 925  | 748  |